# Ashley Argota

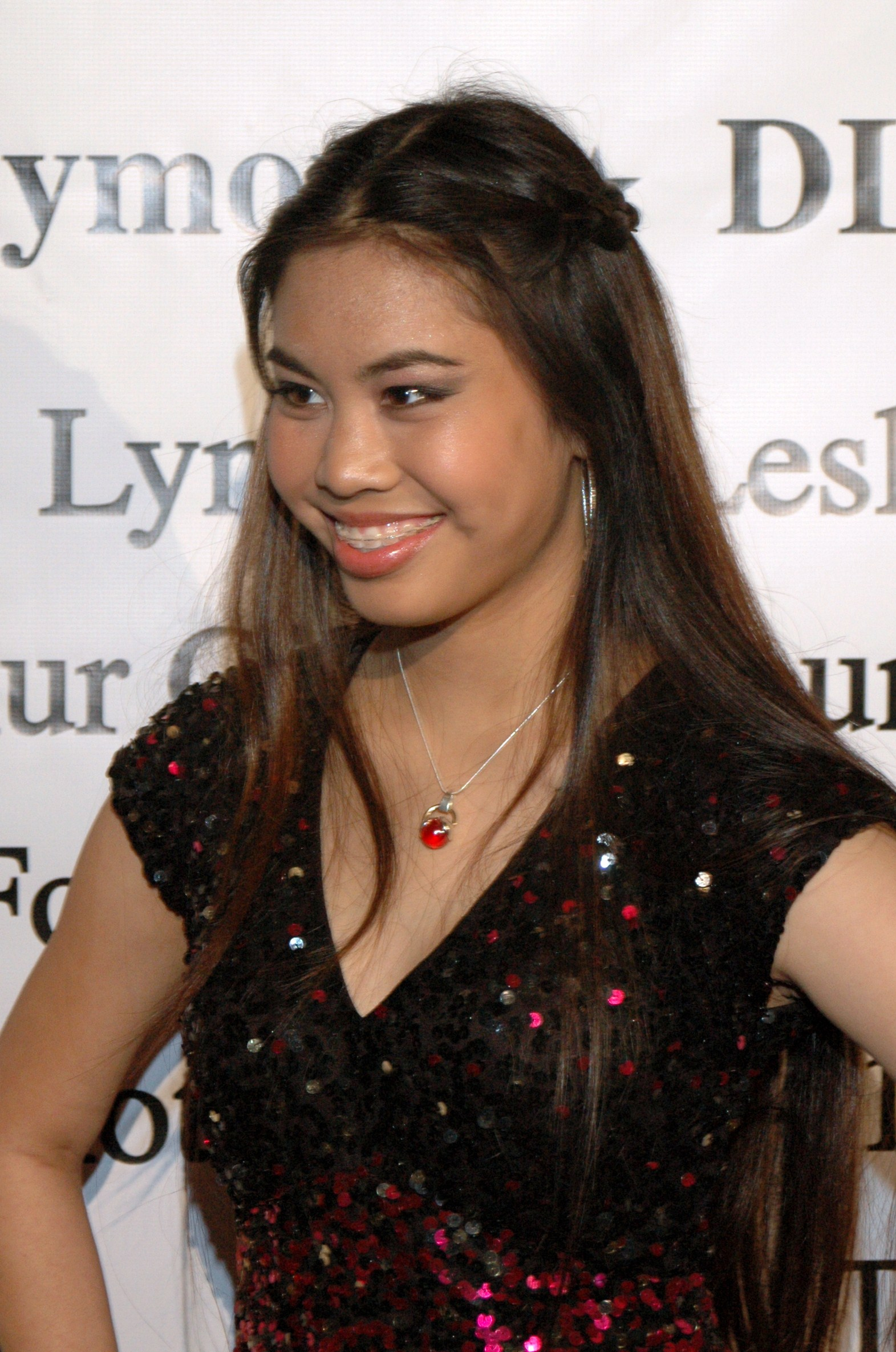
Ashley Argota (2009)

Ashley Spencer Argota (* 9. Januar 1993 in Redlands, Kalifornien) ist eine US-amerikanische Schauspielerin und Sängerin.

## Leben
Argota wirkte in ihrer Kindheit bereits in diversen Theaterstücken und Werbespots mit. Im Musical Der König der Löwen spielte sie die junge Nala. 2003 sang sie in der Castingshow Star Search auf CBS und erreichte in der Kategorie Junior Singer das Halbfinale. 2007 bekam sie eine Rolle in dem bisher lediglich auf Festivals aufgeführten Drama Schooled und veröffentlichte ihr erstes Album Ashley. Für das Lied Dreams Come True wurde auch ein Musikvideo produziert. Von 2008 bis 2011 war sie in der Nickelodeon-Serie True Jackson als Lulu zu sehen. Von 2011 bis 2012 spielte sie die Rolle der Kelly Peckinpaw in der Jugendserie Bucket & Skinner.

## Filmografie (Auswahl)
- 2007: Schooled
- 2007: iCarly (Fernsehserie, Episode 1x25)
- 2008–2011: True Jackson (True Jackson, VP, Fernsehserie, 58 Episoden)
- 2011: Troop – Die Monsterjäger (The Troop, Fernsehserie, Episode 2x10)
- 2011–2012: Bucket & Skinner (Bucket & Skinner’s Epic Adventures, Fernsehserie, 26 Episoden)
- 2012: Baby Daddy (Fernsehserie, Episode 1x07)
- 2014–2015: S3 – Stark, schnell, schlau (Lab Rats, Fernsehserie, 6 Episoden)
- 2014: Albert aus Versehen (How to Build a Better Boy, Fernsehfilm)
- 2014: Austin & Ally (Fernsehserie, Episode 3x06)
- 2014–2016: The Fosters (Fernsehserie, 17 Episoden)
- 2015: The Storybook Killer (Kurzfilm)
- 2015: Broken – A Musical
- 2016: Das Leben und Riley (Girl Meets World, Fernsehserie, 2 Episoden)
- 2016: All Hallows' Eve
- 2018: Cover Versions
- 2018: Liberty Crossing (Fernsehserie, 8 Episoden)
- 2018: Adopted (Fernsehserie, 6 Episoden)
- 2019: Snatchers
- 2019: The Rookie (Fernsehserie, Episode 3x06)
- 2020: I Hate New Year's

## Diskografie

### Alben
- 2006: Dreams Come True
- 2008: Ashley

### Singles
- 2015: Limitless